# Siliqua
Siliqua (sardinsky: Silìcua) je italská obec (comune) v provincii Sud Sardegna v regionu Sardinie. Nachází se ve výšce 66 metrů nad mořem a má přibližně 3 600 obyvatel. Rozloha obce je 189,85 km².